# Terpsichore angustipes
Terpsichore angustipes là một loài thực vật có mạch trong họ Polypodiaceae. Loài này được (Copel.) A.R. Sm. miêu tả khoa học đầu tiên năm 1993.